# Marco Valerio Lactucino Máximo
Marco Valerio Lactucino Máximo  fue un político y militar romano del siglo IV a. C. perteneciente a la gens Valeria.

## Familia
Lactucino fue miembro de los Valerios Máximos, una de las más renombradas familias patricias de la gens Valeria. Fue hijo de Marco Valerio Lactuca Máximo.

## Carrera pública
Obtuvo el tribunado consular en el año 398 a. C., cuando diversos prodigios llevaron al Senado a enviar una embajada al oráculo de Delfos y un arúspice veyente pronosticó que, mientras no se vaciara el lago Albano, los romanos no tomarían Veyes. Fue reelegido en el año 395 a. C.